# 伯格維爾

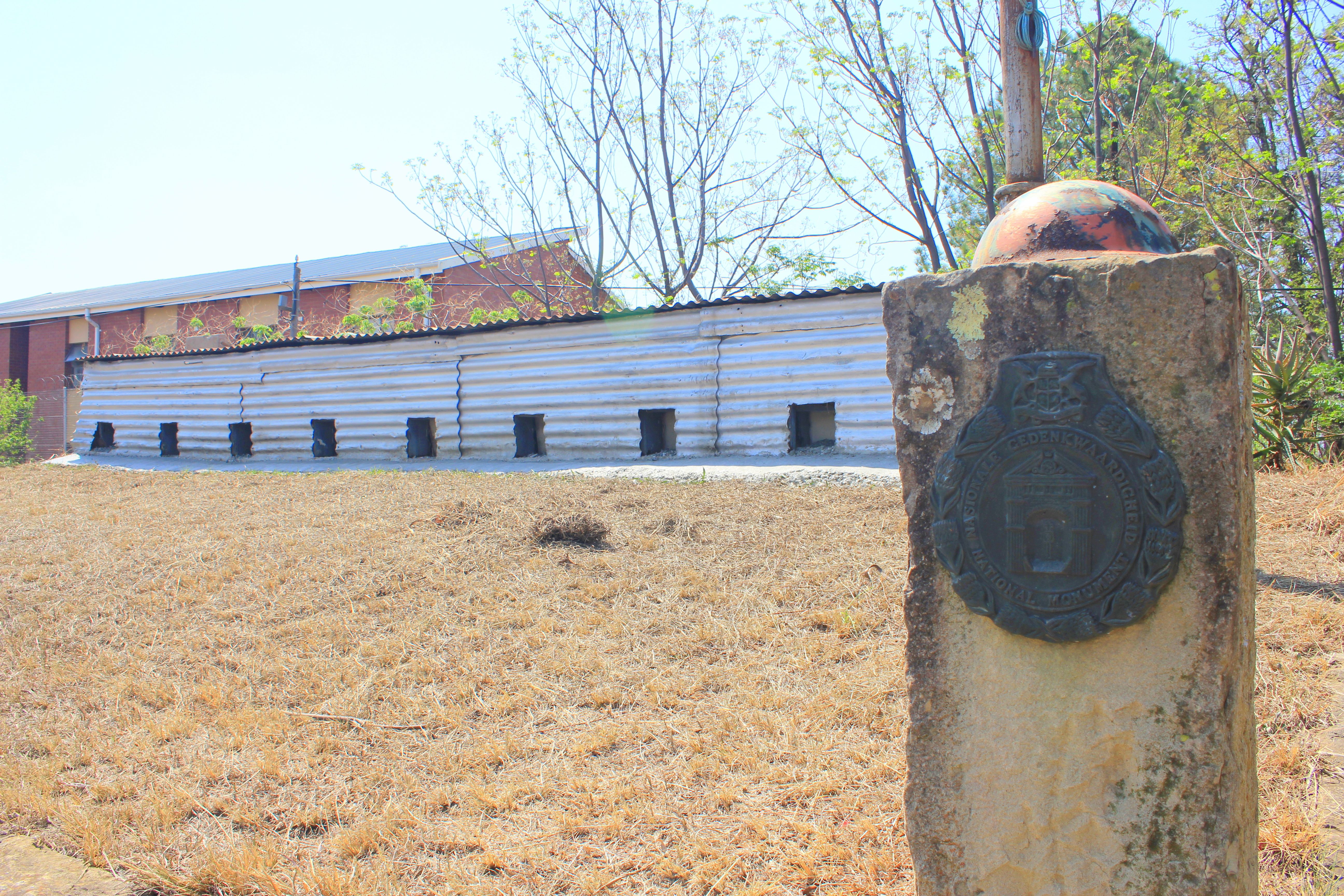
伯格維爾

伯格維爾是南非的城鎮，位於該國東北部，由夸祖魯-納塔爾省負責管轄，面積2.53平方公里，海拔高度1,111米，每年平均降雨量643毫米，2001年人口702，人口密度每平方公里280人。

## 外部連結
- Bergville on Central Drakensberg Information Centre site（页面存档备份，存于）